# Eutihie al Constantinopolului
Eutihie (în greacă Ευτύχιος, transliterat: Eutihios; n. 512 d.Hr., Frigia, Turcia – d. 5 aprilie 582 d.Hr., Constantinopol, Imperiul Roman de Răsărit), considerat sfânt în tradițiile creștine catolică și ortodoxă, a fost patriarh al Constantinopolului între anii 552 și 565 și apoi între anii 577 și 582. El este prăznuit ca sfânt de Biserica Ortodoxă în ziua de 6 aprilie și este menționat în colecția „Corpus Juris Canonici” a Bisericii Catolice. Activitatea sa de patriarh, care s-a desfășurat în timpul împăratului Iustinian cel Mare, a fost marcată de conflicte atât cu autoritatea imperială, cât și cu cea papală.

## Tinerețea
Cariera lui Eutihie este bine documentată: o biografie completă, alcătuită de capelanul său Eustatie din Constantinopol, a fost transmisă intactă până în prezent. Eutihie s-a născut în orașul Theium din Frigia. Tatăl său, Alexandru, era un general aflat sub comanda faimosului comandant militar bizantin Belisarie. Eutihie a fost educat de la vârsta de 12 ani în spirit evanghelic de bunicul său, Isihie, care era preot la Constantinopol și a ajuns un bun cunoscător al Scripturii. A fost chemat în orașul Amasia de episcopul local, fiind hirotonit diacon și apoi preot.
Eutihie s-a călugărit, la vârsta de 30 de ani, într-o mănăstire din Amasia și a ajuns arhimandrit la Constantinopol, fiind respectat de Mina, patriarhul Constantinopolului. Patriarhul Mina a murit în anul 552, iar, în aceeași zi, împăratul Iustinian cel Mare l-a numit pe Eutihie în rangul de patriarh.

## Prima perioadă ca patriarh
Papa Vigiliu se afla la Constantinopol atunci când Eutihie a devenit patriarh. Eutihie i-a trimis scrisoarea obișnuită care anunța numirea sa și o mărturisire de credință complet ortodoxă a Bisericii Creștine care era unită în acea vreme. În același timp, papa l-a îndemnat să convoace și să prezideze sinodul care urma să analizeze Controversa celor Trei Capitole. Vigiliu și-a dat mai întâi și apoi și-a retras consimțământul pentru convocarea sinodului. În ciuda refuzului papei de a participa, sinodul s-a întrunit la 5 mai 553 la Constantinopol, iar Eutihie s-a aflat la conducerea adunării, împreună cu patriarhii Apollinarius al Alexandriei și Domninus al Antiohiei (numit „Domnus al III-lea”). La a doua sesiune, papa a absentat din nou, invocând probleme de sănătate. Actul de adeziune al lui Eutihie la hotărârile acestui sinod, care s-a încheiat la 2 iunie 553 și a fost recunoscut ulterior drept al Sinodul al V-lea Ecumenic, este un rezumat al decretelor care condamnau cele trei capitole.
Eutihie fusese susținut în tot acest timp de împărat. El a alcătuit decretul Sinodului împotriva celor trei capitole. În anul 562, a sfințit noua biserică Hagia Sofia. Cu toate acestea, Eutihie a intrat într-un conflict violent cu Iustinian în 564, atunci când împăratul a adoptat principiile aftardochetiștilor, o sectă a creștinilor necalcedonieni care credeau că trupul pe care l-a avut Hristos pe pământ era incoruptibil (’aphthorá) și nu era supus durerii, și a încercat să le impună ca dogmă ortodoxă.
Într-o scrisoare lungă, patriarhul Eutihie a susținut incompatibilitatea între credințele aftartodochetiștilor și Scriptură. Împăratul Iustinian a insistat totuși ca el să subscrie acestei credințe. Atunci când Eutihie a refuzat să facă acest compromis, Iustinian a ordonat arestarea lui. La 22 ianuarie 565, în ziua prăznuirii Sfântului Timotei, Eutihie celebra liturghia în biserica din vecinătatea Palatului Hormisdas, atunci când soldații au pătruns în reședința patriarhală, au intrat în biserică și l-au luat cu ei pe patriarh.

## Arestarea și exilul lui Eutihie
Eutihie a fost transportat mai întâi la o mănăstire numită Choracudis, iar a doua zi la mănăstirea Sf. Osias din apropiere de Calcedon. Opt zile mai târziu, Iustinian a convocat o adunare a prinților și prelaților, în fața căreia l-a convocat pe Eutihie. Acuzațiile formulate împotriva lui au fost banale: că a folosit unguente, că a mâncat „carne fragedă” și că s-a rugat perioade lungi. După ce a fost convocat de trei ori, Eutihie a răspuns că va veni doar dacă va fi judecat canonic potrivit demnității sale și la solicitarea clerului său. Destituit în lipsă din rangul de patriarh și trimis pe insula Principus („Insula prințului”) din Propontis, iar mai târziu la vechea sa mănăstire din Amasia, unde a trăit în exil timp de 12 ani și 5 luni.

## Întoarcerea și a doua perioadă ca patriarh
La moartea lui Ioan Scolasticul, pe care Iustinian îl așezase în scaunul patriarhal, poporul Constantinopolui a cerut întoarcerea lui Eutihie. Iustin al II-lea îi succedase lui Iustinian în 565 și îl asociase cu el la domnie pe tânărul Tiberiu, care fusese numit Cezar în 574. În octombrie 577, cei doi împărați au trimis o delegație la Amasia pentru a-l readuce pe Eutihie înapoi la Constantinopol. Mărturiile contemporane susțin că, atunci când el a intrat în oraș, un grup mare de oameni l-a întâmpinat, strigând cu voce tare: „Binecuvântat este cel ce vine întru numele Domnului” și „Slavă întru cei de sus lui Dumnezeu și pe pământ pace”. Imitând intrarea lui Iisus în Ierusalim (menționată în Matei 21:1-11 și Ioan 12:12-18), el a intrat în oraș călare pe un măgăruș, călcând peste veșminte întinse pe pământ, fiind întâmpinat de o mulțime de oameni purtând frunze de palmier, dansând și cântând. Întregul oraș a fost iluminat, au avut loc banchete publice și au fost inaugurate clădiri noi.
A doua zi el s-a întâlnit cu cei doi împărați și a fost primit cu o „onoare vizibilă” în Biserica „Sfânta Fecioară Maria” din Vlaherne. Apoi a mers la Hagia Sofia, a urcat la amvon și a binecuvântat mulțimea mare de oameni. I-au trebuit șase ore să împărtășească mulțimea, deoarece toți oamenii doreau să primească împărtășania din propriile sale mâini.

## Credințele ulterioare și moartea
Spre sfârșitul vieții sale, Eutihie a susținut că după înviere corpul va fi „mai fin decât aerul” și nu va mai fi un lucru tangibil. Această opinie a fost considerată eretică, deoarece a fost interpretată ca o negare a doctrinei învierii fizice, corporale. Viitorul papă Grigore cel Mare, care locuia atunci la Constantinopol ca apocrisar, s-a opus acestei opinii, citând pasajul Luca 24:39. Împăratul Tiberiu a vorbit separat cu adversarii acestei opinii și a încercat să-i împace, dar conflictul nu a fost aplanat.
Eutihie a murit liniștit în duminica de după Paște, la vârsta de 70 de ani. Mai târziu, unii dintre prietenii săi i-au spus papei Grigore că, cu câteva minute înainte de moartea sa, el a atins pielea mâinii sale și a spus: „Mărturisesc că în această carne vom învia” (un citat aproximativ din Iov 19:26).
Printre elevii săi s-a numărat Eustratie din Constantinopol, care a scris un tratat împotriva somnului sufletesc.

## Lucrările păstrate ale lui Eutihie
S-au păstrat până în prezent următoarele scrieri teologice ale lui Eutihie:
- Scrisoare către papa Vigiliu (Migne, P.L., LXIX, 63, P.G. LXXXVI, 2401)
- „Discurs despre Paște” (fragment) (Mai: Clasa. Auct. X, 488 și Script. Vet. Nov Coll. IX, 623); și alte fragmente găsite în P.G., LXXXVI.